# A Hulk és a Z.Ú.Z.D.A. ügynökei epizódjainak listája
A Hulk és a Z.Ú.Z.D.A. ügynökei epizódjainak listája

## Áttekintés
| Évad | Évad | Részek száma | Részek száma | Eredeti sugárzás    | Eredeti sugárzás | Magyar sugárzás | Magyar sugárzás |
| Évad | Évad | Részek száma | Részek száma | Évadbemutató        | Évadzáró         | Évadbemutató    | Évadzáró        |
| ---- | ---- | ------------ | ------------ | ------------------- | ---------------- | --------------- | --------------- |
|      | 1.   | 26           | 26           | 2013. augusztus 11. | 2014. július 13. | n. a.           | n. a.           |
|      | 2.   | 26           | 26           | 2014. október 12.   | 2015. június 28. | n. a.           | n. a.           |

## Epizód

### Első évad (2013-2014)
| Sor. | Év. | Cím                                                            | Rendező           | Író             | Premier              | Gyártási szám |
| ---- | --- | -------------------------------------------------------------- | ----------------- | --------------- | -------------------- | ------------- |
| 1.   | 1.  | A pusztítás kapujában 1. rész (Doorway to Destruction, part 1) | Dan Fausett       | Paul Dini       | 2013. augusztus 11.  | 101           |
| 2.   | 2.  | A pusztítás kapujában 2. rész (Doorway to Destruction, part 2) | Dan Fausett       | Paul Dini       | 2013. augusztus 11.  | 102           |
| 3.   | 3.  | A Hulk ölő (Hulk Busted)                                       | Roy Smith Henry   | Gilroy          | 2013. augusztus 15.  | 103           |
| 4.   | 4.  | A gyűjtő (The Collector)                                       | Dan Fausett       | Eugene Son      | 2013. augusztus 25.  | 104           |
| 5.   | 5.  | Ego az élőbolygó (Ego the Living Planet)                       | Roy Smith         | Brandon Auman   | 2013. szeptember 1.  | 105           |
| 6.   | 6.  | Vadföld (Savage Land)                                          | Dan Fausett       | Steven Melching | 2013. szeptember 15. | 106           |
| 7.   | 7.  | A hihetetlen törpehulkok (The Incredible Shrinking Hulks)      | Roy Smith         | Paul Dini       | 2013. szeptember 22. | 107           |
| 8.   | 8.  | Jegelve (Hulks on Ice)                                         | Roy Smith         | Eugene Son      | 2013. október 6.     | 108           |
| 9.   | 9.  | A vakondokok (Of Moles and Men)                                | Dan Fausett       | Steven Melching | 2013. október 27.    | 109           |
| 10.  | 10. | Vendígó Apokalipszis (Wendigo Apocalypse)                      | Patrick Archibald | Brandon Auman   | 2013. november 3.    | 110           |
| 11.  | 11. | Skaar és a jó modor (The Skaar Whisperer)                      | Dan Fausett       | Adam Beechen    | 2013. november 10.   | 111           |
| 12.  | 12. | Irány a negatív zóna (Into the Negative Zone)                  | Patrick Archibald | Henry Gilroy    | 2013. november 17.   | 112           |
| 13.  | 13. | Red rodeózik (Red Rover)                                       | Dan Fausett       | Paul Dini       | 2013. november 24.   | 113           |
| 14.  | 14. | A mérgezés (The Venom Within)                                  | Patrick Archibald | Brandon Auman   | 2013. december 8.    | 114           |
| 15.  | 15. | Galaktusz hírnöke (Galactus Goes Green)                        | Dan Fausett       | Brandon Auman   | 2014. január 19.     | 115           |
| 16.  | 16. | A repcsi bosszúja (The Trouble with Machiness)                 | Dan Fausett       | Eugene Son      | 2014. január 26.     | 116           |
| 17.  | 17. | A rémpofa (Abomination)                                        | Patrick Archibald | Steve Melching  | 2014. február 2.     | 117           |
| 18.  | 18. | A lehetetlen küldetésember (Mission Impossible Man)            | Dan Fausett       | Paul Dini       | 2014. február 9.     | 118           |
| 19.  | 19. | Asgardért (For Asgard)                                         | Patrick Archibald | Eugene Son      | 2014. február 29.    | 119           |
| 20.  | 20. | Idegen egy idegen földön (Stranger in a Strange Land)          | Dan Fausett       | Brandon Auman   | 2014. március 30.    | 120           |
| 21.  | 21. | Egy csodálatos álom (It's a Wonderful Smash)                   | Patrick Archibald | Henry Gilroy    | 2014. április 13.    | 121           |
| 22.  | 22. | Deathlok (Deathlok)                                            | Patrick Archibald | Adam Beechen    | 2014. június 15.     | 122           |
| 23.  | 23. | Nem ember, emberek (Inhuman Nature)                            | Dan Fausett       | Eugene Son      | 2014. június 22.     | 123           |
| 24.  | 24. | A vad (The Hunted)                                             | Patrick Archibald | Brandon Auman   | 2014. június 29.     | 124           |
| 25.  | 25. | Szörnyekből hősök (Monsters no More)                           | Dan Fausett       | Henry Gilroy    | 2014. július 13.     | 125           |
| 26.  | 26. | A vezér bolygója (Planet Leader)                               | Patrick Archibald | Steven Melching | 2014. december 3.    | 126           |

### Második évad (2014-2015)
| Sor. | Év. | Cím                                                 | Rendező           | Író             | Premier            | Gyártási szám |
| ---- | --- | --------------------------------------------------- | ----------------- | --------------- | ------------------ | ------------- |
| 27.  | 1.  | Planet Hulk, part 1                                 | Patrick Archibald | Marty Isenberg  | 2014. október 12.  | 201           |
| 28.  | 2.  | Planet Hulk, part 2                                 | Dan Fausett       | Kevin Hopps     | 2014. október 12.  | 202           |
| 29.  | 3.  | A Druff is Enough                                   | Dan Fausett       | Steven Melching | 2014. november 16. | 203           |
| 30.  | 4.  | Fear Itself                                         | Patrick Archibald | Brandon Auman   | 2014. október 26.  | 204           |
| 31.  | 5.  | Guardians of the Galaxy                             | Dan Fausett       | Henry Gilroy    | 2014. november 2.  | 205           |
| 32.  | 6.  | Future Shock                                        | Patrick Archibald | Paul Dini       | 2014. november 9.  | 206           |
| 33.  | 7.  | Homecoming                                          | Patrick Archibald | Marty Isenberg  | 2015. január 18.   | 207           |
| 34.  | 8.  | The Hulking Commandos                               | Patrick Archibald | Brandon Auman   | 2014. október 19.  | 208           |
| 35.  | 9.  | Spidey, I Blew up the Dinosaur                      | Dan Fausett       | Henry Gilroy    | 2015. január 25.   | 209           |
| 36.  | 10. | The Strongest One There Is                          | Dan Fausett       | Paul Giacoppo   | 2015. február 1.   | 210           |
| 37.  | 11. | The Dopplesmashers                                  | Patrick Archibald | Marty Isenberg  | 2015. február 8.   | 211           |
| 38.  | 12. | The Big Green Mile                                  | Dan Fausett       | Steven Melching | 2015. február 15.  | 212           |
| 39.  | 13. | The Green Room                                      | Patrick Archibald | Marty Isenberg  | 2015. február 22.  | 213           |
| 40.  | 14. | The Defiant Hulks                                   | Dan Fausett       | Paul Dini       | 2015. március 1.   | 214           |
| 41.  | 15. | Enter, the Maestro                                  | Dan Duncan        | Brandon Auman   | 2015. március 8.   | 215           |
| 42.  | 16. | The Tale of Hercules                                | Dan Fausett       | Todd Casey      | 2015. március 15.  | 216           |
| 43.  | 17. | Banner Day                                          | Dan Duncan        | Marty Isenberg  | 2015. március 11.  | 217           |
| 44.  | 18. | Wheels of Fury                                      | Dan Fausett       | Henry Gilroy    | 2015. március 29.  | 218           |
| 45.  | 19. | Days of Future Smash: The Dino Era, part 1          | Dan Duncan        | Paul Dini       | 2015. május 10.    | 219           |
| 46.  | 20. | Days of Future Smash: Smashguard, part 2            | Dan Fausett       | Marty Isenberg  | 2015. május 17.    | 220           |
| 47.  | 21. | Days of Future Smash: Dracula, part 3               | Dan Duncan        | Brandon Auman   | 2015. május 24.    | 221           |
| 48.  | 22. | Days of Future Smash: The Hydra Years, part 4       | Dan Fausett       | Steven Melching | 2015. május 31.    | 222           |
| 49.  | 23. | Days of Future Smash: The Tomorrow Smashers, part 5 | Dan Duncan        | Marty Isenberg  | 2015. június 7.    | 223           |
| 50.  | 24. | Spirit of Vengeance                                 | Dan Fausett       | Todd Casey      | 2015. június 14.   | 224           |
| 51.  | 25. | Planet Monster, part 1                              | Dan Duncan        | Marty Isenberg  | 2015. június 21.   | 225           |
| 52.  | 26. | Planet Monster, part 2                              | Dan Fausett       | Paul Dini       | 2015. június 28.   | 226           |